# (31482) Caddell
Pour les articles homonymes, voir Caddell.
(31482) Caddell est un astéroïde de la ceinture principale.

## Description
(31482) Caddell est un astéroïde de la ceinture principale. Il fut découvert le 10 février 1999 à Socorro (Nouveau-Mexique) par le projet LINEAR. Il présente une orbite caractérisée par un demi-grand axe de 2,64 UA, une excentricité de 0,08 et une inclinaison de 3,1° par rapport à l'écliptique.

## Compléments